# FK Mynaj
Futbolnyj Kłub „Mynaj” (ukr. Футбольний клуб «Минай») – ukraiński klub piłkarski, mający siedzibę we wsi Mynaj, w obwodzie zakarpackim, występujący od sezonu 2024/25 w rozgrywkach ukraińskiej Perszej-lihi.

## Historia
Chronologia nazw:
- 2015: FK Mynaj (ukr. ФК «Минай»)

Klub piłkarski FK Mynaj został założony w miejscowości Mynaj w roku 2015. W 2016 roku zespół startował w rozgrywkach Mistrzostw oraz Pucharu obwodu zakarpackiego.
W sezonie 2017/18 klub debiutował Amatorskiej lidze Ukrainy, gdzie zwyciężył w grupie I, ale potem przegrał w ćwierćfinale.
W czerwcu 2018 roku klub zgłosił się do rozgrywek Druhiej Lihi i otrzymał status profesjonalny.

## Barwy klubowe, strój, herb, hymn
|  |  |

Klub ma barwy błękitno-białe. Piłkarki domowe spotkania zazwyczaj grają w błękitnych koszulkach, białych spodenkach oraz białych getrach.

## Sukcesy

### Trofea międzynarodowe
Nie uczestniczył w rozgrywkach europejskich (stan na 31-05-2018).

### Trofea krajowe
| \| \| Zdobyte trofea w rozgrywkach Ukrainy (stan na: 31-05-2023) \| |                                                            |      |          |
| Rozgrywki                                                           | Osiągnięcie                                                | Razy | Sezon(y) |
| · Mistrzostwo                                                       | I miejsce                                                  | 0    |          |
| · Mistrzostwo                                                       | II miejsce                                                 | 0    |          |
| · Mistrzostwo                                                       | III miejsce                                                | 0    |          |
| · Mistrzostwo                                                       | 8.miejsce                                                  | 1    | 2022/23  |
| Puchar                                                              | zdobywca                                                   | 0    |          |
| Puchar                                                              | finalista                                                  | 0    |          |
| Puchar                                                              | półfinalista                                               | 1    | 2019/20  |
| II liga                                                             | I miejsce                                                  | 1    | 2019/20  |
| II liga                                                             | II miejsce                                                 | 0    |          |
| II liga                                                             | III miejsce                                                | 0    |          |
| Ukraina                                                             | Zdobyte trofea w rozgrywkach Ukrainy (stan na: 31-05-2023) |      |          |

- Druha liha (III poziom):
  - ?.miejsce: 2018/19 (grupa A)
- Amatorskie Mistrzostwa Ukrainy:
  - mistrz w grupie 1: 2017/18
- Mistrzostwa obwodu zakarpackiego:
  - mistrz: 2017
  - 3.miejsce: 2016
- Puchar obwodu zakarpackiego:
  - zdobywca: 2017, 2018
- Superpuchar obwodu zakarpackiego:
  - zdobywca: 2017

## Poszczególne sezony

### Rozgrywki międzynarodowe

#### Europejskie puchary
Do chwili obecnej klub nie występował w pucharach europejskich.

### Rozgrywki krajowe
| \| Ukraina \| Bilans występów klubu w rozgrywkach piłkarskich Ukrainy (Stan na 31 maja 2023 r.) \| \| |                                                                                   |        |       |   |   |   |    |    |     |         |        |        |      |
| Poziom                                                                                                | Rozgrywki                                                                         | Sezony | Mecze | Z | R | P | B+ | B– | Pkt | Lata    | Awanse | Spadki | Naj. |
| I | Wyszcza Liha / Premier-liha                                                       | 3      |       |   |   |   |    |    |     | od 2020 | 0      | 0      | 8    |
| II | Persza liha                                                                       | 1      |       |   |   |   |    |    |     | 2019/20 | 1      | 0      | 1    |
| III                                                                                                   | Druha liha                                                                        | 1      |       |   |   |   |    |    |     | 2018/19 | 1      | 0      | 1    |
| IV | Perehidna liha / Tretia liha / Amatorska liha                                     | 1      |       |   |   |   |    |    |     | 2017/18 | 1      | 0      | 1    |
| | Puchar Ukrainy                                                                    | 4      |       |   |   |   |    |    |     | od 2018 | 0      | 0      | 1/2  |
| | Superpuchar Ukrainy                                                               | 0      |       |   |   |   |    |    |     |         | 0      | 0      |      |
| Ukraina                                                                                               | Bilans występów klubu w rozgrywkach piłkarskich Ukrainy (Stan na 31 maja 2023 r.) |        |       |   |   |   |    |    |     |         |        |        |      |

## Piłkarze, trenerzy, prezydenci i właściciele klubu

### Piłkarze

#### Aktualny skład zespołu
Stan na 7.12.2023
| Nr | Poz. | Piłkarz                                  |
| -- | ---- | ---------------------------------------- |
| 2  | OB   | Taras Dmytruk                            |
| 4  | OB   | Bohdan Czujew                            |
| 7  | PO   | Mihail Ghecev                            |
| 8  | OB   | Andrij Bułeza (wyp. z Szachtara Donieck) |
| 11 | NA   | Iwan Demydenko                           |
| 17 | PO   | Nazarij Worobczak                        |
| 19 | NA   | Jehor Huniczew (wyp. z FK Ołeksandrija)  |
| 20 | NA   | Danyło Hołub                             |
| 22 | PO   | Jehor Twerdochlib                        |

| Nr | Poz. | Piłkarz                                 |
| -- | ---- | --------------------------------------- |
| 27 | PO   | Witalij Mychajliw (wyp. z Dynama Kijów) |
| 29 | NA   | Artur Remeniak                          |
| 32 | PO   | Serhij Petko                            |
| 34 | BR   | Illa Olchowy                            |
| 35 | BR   | Ołeksandr Kemkin                        |
| 44 | PO   | Wadym Witenczuk                         |
| 78 | PO   | Wałerij Rohozynski                      |
| 97 | PO   | Tymur Korablin                          |

#### Piłkarze na wypożyczeniu
| Nr | Poz. | Piłkarz                                     |
| -- | ---- | ------------------------------------------- |
|    | BR   | Władysław Sawczenko (w Skala 1911 Stryi)    |
|    | OB   | Jewhenij Skyba (w FK Chust do 30.06.2024)   |
|    | PO   | Dmytro Dyjanczuk (w FK Chust do 30.06.2024) |

| Nr | Poz. | Piłkarz                                    |
| -- | ---- | ------------------------------------------ |
|    | NA   | Wadym Merdiejew (w FK Chust do 30.06.2024) |
|    | NA   | Iwan Stankowycz (w FK Chust do 30.06.2024) |

### Trenerzy
- 2016–07.2016:  Mykoła Hibaluk
- 08.2016–12.2016:  Mychajło Iwanycia
- 01.2017–12.2017:  Mykoła Hibaluk
- 23.01.2018–02.05.2019:  Ihor Charkowszczenko
- 03.05.2019–18.06.2019:  Kirill Kurenko
- 19.06.2019–2021:  Wasyl Kobin
- 2021:  Mykoła Cymbał
- 2021:  Wasyl Kobin
- 2021:  Ihor Łeonow
- 2022–...:  Wołodymyr Szaran

## Struktura klubu

### Stadion
Klub rozgrywa swoje mecze domowe na stadionie Mynaj-Arena we wsi Mynaj, który może pomieścić 1000 widzów.

## Kibice i rywalizacja z innymi klubami

### Derby
- FK Użhorod
- Karpaty Lwów
- Ruch Lwów
- FK Lwów